# Burkillanthus malaccensis
Burkillanthus malaccensis (Ridl.) Swingle è una pianta della famiglia delle Rutaceae, endemica dell'Indonesia. È l'unica specie nota del genere Burkillanthus .

## Distribuzione e habitat
La specie è diffusa in Malaysia peninsulare e nel Borneo.

## Conservazione
La Lista rossa IUCN classifica Burkillanthus malaccensis come specie vulnerabile.